# Verjni Mamón
Verjni Mamón (ruso: Ве́рхний Мамо́н) es un asentamiento rural y pueblo (seló) de Rusia, capital del raión homónimo en la óblast de Vorónezh.
En 2021, el pueblo tenía una población de 7505 habitantes. El territorio del asentamiento incluye una pedanía, el jútor de Krasnoyarski, actualmente despoblado.
Se ubica unos 180 km al sur de Vorónezh, junto a la autopista M4 Don que lleva a Rostov del Don y Krasnodar. El río Don forma aquí un meandro, que dicha autopista aprovecha para cruzar con un puente.

## Historia
Se conoce la existencia del pueblo en documentos desde el siglo XVII. Junto con el vecino pueblo de Nizhni Mamón, eran dos aldeas en torno a la desembocadura del río Mamónovka, que formaban un único señorío que pertenecía a un monasterio de Vorónezh. En el siglo XVIII, el área era conocida por organizar anualmente una feria de ganado en verano. Adoptó estatus de capital distrital en 1928, cuando se definieron los raiones de la óblast de Chernozem Central. Actualmente, la economía local se base en su ubicación geográfica estratégica junto al puente de la autopista M4 sobre el río Don.